# Anette Bøe
Anette Bøe (* 5. listopadu 1957, Larvik, Norsko) je bývalá norská běžkyně na lyžích a lední hokejistka. Jejím hlavním sportem byl běh na lyžích. Na ZOH 1980 v Lake Placid vybojovala bronzovou medaili se štafetou na 4×5 km. Z Mistrovství světa v klasickém lyžování má celkem šest medailí: tři zlaté, dvě stříbrné a jednu bronzovou.
V sezóně 1984/85 vyhrála celkové hodnocení Světového poháru v běhu na lyžích. Již 6. března 1982 si ve finském Lahti připsala svůj první pohárový triumf,když vyhrála závod na 10 km. V celkovém hodnocení skončila na 5. místě.

## Kariéra
Její první velkou medailí byl bronz ze štafety na 4×5 km ze Zimních olympijských her 1980 v Lake Placid.
Světového poháru v běhu na lyžích se zúčastnila od jeho vzniku v sezóně 1981/82. Již 6. března 1982 si ve finském Lahti připsala svůj první pohárový triumf, když vyhrála závod na 10 km. V celkovém hodnocení skončila na 5. místě.
V sezóně 1982/83 však v individuálních závodech na pódium nevystoupila a nefigurovala ani v první desítce celkového pořadí.
V sezóně 1983/84 zaznamenala ve Světovém poháru jedno individuální vítězství a celkově skončila na 10. místě. Na Zimní olympijské hry 1984 v Sarajevu nebyla nominována.
Sezónu 1984/85 lze považovat za její vůbec nejúspěšnější. Na MS 1985 v rakouském Seefeldu vybojovala dvě zlaté medaile, na tratích 5 a 10 km, k tomu přidala ještě stříbro se štafetou a bronz v závodě na 20 km. Výsledky individuálních závodů z MS se započítávaly do hodnocení Světového poháru a spolu s dalšími čtyřmi vítězstvími jí zajistily prvenství v celkovém pořadí.
V dalších sezónách už tolik nezářila. V sezóně 1985/86 nebyla ve Světovém poháru v individuálních závodech ani jednou na stupních vítězů a v celkovém hodnocení se nevešla do první desítky. V sezóně 1986/87 vyhrála závod na 30 km volně ve švédském Falunu a v celkovém pořadí Světového poháru obsadila 6. místo. Po sezóně 1987/88 ukončila závodní kariéru.

## Osobní život
Jejím manželem byl dlouholetý prezident norského svazu ledního hokeje Ole-Jacob Libæk.
Její sestrou je malířka Birgitte Bøe.
V roce 1985 byla za své výkony oceněna Holmenkollenskou medailí.